# Mogens Eckert
Mogens Eckert (født 20. november 1960 i Danmark) er en dansk skuespiller og deltager i Robinson Ekspeditionen 2003. Han har blandt andet medvirket i Rejseholdet, Ørnen og hollywoodfilmen Demolition Man fra 1993.

## Skuespillerkarriere
Eckert spillefilmdebuterede i Erik Clausens Manden i månen i 1986, og det førte til roller for ham i film som Mord i Paradis og Rødtotterne og Tyrannos, begge fra 1988. Mogens Eckert forsøgte sig senere hen som skuespiller i Hollywood og fik en lille rolle i tv-filmen And the Band Played On i 1993, hvor han spillede en dansk chef. Han opnåede samme år at medvirke i action-science-fiction-filmen Demolition Man, som havde Sylvester Stallone, Wesley Snipes og Sandra Bullock i hovedrollerne.
I 1998 var han med til at producere den amerikanske videofilm Highland Park Blues, som han også havde hovedrollen i. Filmen blev instrueret af independent-filmmageren Pil Pilegaard, som Eckert også arbejdede sammen med på Hollywood Next 8 Exits, en videokortfilm fra 2002. Efter den produktion valgte Eckert at rejse hjem til Danmark igen. 
Af store danske produktioner har Eckert medvirket i mindre roller i serierne Rejseholdet og Ørnen.

## Robinson Ekspeditionen 2003
I Robinson Ekspeditionen optrådte Mogens Eckert som joker og automatisk høvding for holdet, den tredje i ekspeditionen. Han nåede at være med i spillet i 24 timer, før han dagen efter tabte en høvdingeduel til Hans Helgren, der overtog hans plads og sendte ham til Utopia - De udstemtes ø. På grund af sin gode balance lykkedes det Mogens Eckert at tilegne sig en potentiel plads i det originale Robinson, efter han havde vundet en plankedyst på øen. Sammen med de andre kvalificerede vindere af plankedysten skulle Eckert konkurrere om at komme med i spillet igen på Skæbnens ø. Konkurrencen bestod i, at de tolv kvalificerede skulle stille op til en endelig plankedyst og først stoppe når seks af dem var faldet fra, hvorefter de resterende deltagere i den originale ekspedition, Rie Pedersen, Marinela Malisic og Frank Quistgaard, skulle vælge mellem de sidste seks. Mogens Eckert røg definitivt ud af ekspeditionen, da han som den tredje faldt ned efter halvanden time, da han mistede koncentrationen ved at vende sig om.